# Obraz s solzami veselja
Obraz s solzami veselja (😂) je emodži, ki prikazuje izraz obraza s solzami veselja. Čeprav je na splošno znan kot emodži, ga lahko imenujemo tudi emotikon. Emodži izvira iz več različnih pred-unicode modelov, zaradi česar ima v različnih regijah in kulturah različna imena in pomene. Znan je tudi kot Emodži solze veselja, lol emodži, emodži veselja, smejoč emodži, jok-smeh emodži ali smejoč jokajoč emodži. Uporablja se za poudarjanje šaljivega ali zbadljivega konteksta v komunikaciji na platformah za sporočanje, kot so Applov iMessage in Metin WhatsApp, ter na družbenih omrežjih, kot so Facebook, Snapchat, Twitter in Instagram. Ta emodži je eden najpogosteje uporabljenih v Unicode bloku emotikonov. Oxfordski slovar je leta 2015 ta emodži celo izbral za besedo leta zaradi njegove pogoste uporabe.

## Zgodovina razvoja
Razvoj emodžijev se je začel v Japonski v poznih 90. letih 20. stoletja. Dve konkurenčni podjetji, NTT DoCoMo in Softbank, sta razvili prva dva nabora teh simbolov. Softbankov J-Phone je bil predstavljen leta 1997, a ni bil priljubljen zaradi omejene uporabnosti. Prvi priljubljen nabor emodžijev je leta 1999 ustvaril Šigetaka Kurita, zaposlen pri  NTT DoCoMo, ko je risal ilustracije za besedilna sporočila. Kuritov nabor je vključeval barvne slike, vendar nobeden od 176 emodžijev ni izražal čustev. Čeprav Kurita mediji pogosto imenujejo za očeta emodžijev, se emodži Solze veselja ne pojavlja v njegovih zgodnjih delih.
Nabor emodžijev i-Mode, ki ga je razvil DoCoMo, izhaja iz japonskega vizualnega sloga, ki je značilen za mange in Animeje, in v kombinaciji s kaomoji predstavlja različne izraze obraza. Emojipedia je leta 2019 tvitnila o tem naboru, prikazujoč, kateri emotikoni so bili na voljo že leta 1997. Prvotna različica nabora Softbank iz leta 1997 je bila v črno-beli izvedbi in je vključevala obraze, ki so izražali čustva, med njimi le dva – nasmejan in žalosten obraz. Barvit in pogosto animiran obraz s solzami veselja se je pojavil v kasnejših različicah nabora Softbank, od leta 2000 naprej.
Nicolas Loufrani, izvršni direktor podjetja The Smiley Company, je igral ključno vlogo v gibanju za digitalne smeške. Leta 2001 je podjetje The Smiley Company razvilo in izdalo The Smiley Dictionary, slovar, ki je ponujal seznam čustvenih simbolov za uporabo pri spletni komunikaciji. Ta orodna vrstica je vključevala različne simbole in smeške, ki so bili popularni na platformah kot je MSN Messenger. The Smiley Dictionary je vseboval stotine rumenih emotikonov, med njimi tudi najstarejši znani smejoči se emotikon. tarejši znani smejoči se emotikon. V istem letu je  Nokia, ki je bila takrat eno izmed vodilnih telekomunikacijskih podjetij na svetu, sedanje nize čustvenih simbolov še vedno označevala kot smeške.
Do leta 2010 je konzorcij Unicode združil različne japonske emotikone iz mobilnih naborov v enotno zbirko. Ti emotikoni so bili namenjeni vključitvi v izdajo Unicode 6.0. ki je izšla oktobra 2010. Med temi emotikoni je bil tudi obraz s solzami veselja, ki ga je dodal au by KDDI in kompleti čustvenih simbolov od SoftBank Mobile. Unicode je ta komplet objavil leta 2010. Apple pa je že leta 2007 razvil svojo tipkovnico z emodžiji, posebej za japonski trg, in jo lansiral na svojem prvem iPhonu. Sprva so uporabljali zasebno kodiranje Softbank, dokler Unicode ni dodelil standardnih kodnih točk. Emodži Solze veselja je bil globalno izdan leta 2011 po posodobitvi sistema iOS. To je skupaj z drugimi ponudniki in spletnimi platformami, ki so sprejeli tipkovnice z emodžiji, prispevalo k razširjeni uporabi emodžijev.

## Kodiranje emodžija
Emoji obraza s solzami veselja je kodiran na naslednji način:
| Predogled                   | 😂                      | 😂                      | 😹                            | 😹                            |
| --------------------------- | ----------------------- | ----------------------- | ----------------------------- | ----------------------------- |
| Unicode name                | OBRAZ S SOLZAMI VESELJA | OBRAZ S SOLZAMI VESELJA | MAČJI OBRAZ S SOLZAMI VESELJA | MAČJI OBRAZ S SOLZAMI VESELJA |
| Kodiranja                   | dec                     | hex                     | dec                           | hex                           |
| Unicode                     | 128514                  | U+1F602                 | 128569                        | U+1F639                       |
| UTF-8                       | 240 159 152 130         | F0 9F 98 82             | 240 159 152 185               | F0 9F 98 B9                   |
| UTF-16                      | 55357 56834             | D83D DE02               | 55357 56889                   | D83D DE39                     |
| GB 18030                    | 148 57 252 56           | 94 39 FC 38             | 149 48 132 51                 | 95 30 84 33                   |
| Numeric character reference | &#128514;               | &#x1F602;               | &#128569;                     | &#x1F639;                     |
| Shift JIS (au by KDDI)      | 244 104                 | F4 68                   | 244 103                       | F4 67                         |
| Shift JIS (SoftBank 3G)     | 251 82                  | FB 52                   |                               |                               |
| 7-bit JIS (au by KDDI)      | 123 73                  | 7B 49                   | 123 72                        | 7B 48                         |
| Emoji shortcode             | :joy:                   | :joy:                   | :joy_cat:                     | :joy_cat:                     |
| Googlovo ime (pre-Unicode)  | HAPPY FACE 5            | HAPPY FACE 5            | CAT FACE 3                    | CAT FACE 3                    |
| CLDR text-to-speech name    | face with tears of joy  | face with tears of joy  | cat with tears of joy         | cat with tears of joy         |